# Salvador Santángelo
Salvador Santángelo ( Argentina, ? – 1992 fue un actor de cine y teatro y director de teatro que realizó su carrera profesional en su país.

## Filmografía
Actor
- La película (1975)
- Los inconstantes (1963)
- Los jóvenes viejos (1962)
- Fin de fiesta (1960)
- El dinero de Dios (1959)
- La caída (1959)
- El jefe (1958)